# Trappistenkloster Mokoto
Das Trappistenkloster Mokoto (lat. Monasterium Beatae Mariae de Mokoto; franz. Monastère Cistercien Notre-Dame des Mokoto) ist seit 1954 ein Kloster der Trappisten in der Demokratischen Republik Kongo in Afrika, Diözese Goma.

## Geschichte
Mönche der belgischen Trappistenabtei Scourmont gründeten 1954 in der Gegend der Mokotoseen im damaligen Belgisch-Kongo ein Kloster, das 1988 zum Priorat erhoben wurde. 1996 musste der Konvent wegen anhaltender Unruhen fliehen. Das Kloster, das sich Notre-Dame des Mokoto (Unsere Liebe Frau der Mokotoseen) nannte, wurde zerstört. Nachdem die Mönche sich ab 1999 wieder in Keshero bei Goma gesammelt hatten und schon daran dachten, auf Dauer dort zu bleiben, wurde dieser Plan 2002 durch den Ausbruch des Vulkans Nyiragongo zunichtegemacht. Deshalb kehrten sie 2011 an den ursprünglichen Platz zurück und bauten das Kloster wieder auf. Es befindet sich in 7 km Entfernung vom See Ndalaga in 1800 m Höhe.

## Obere
- Corneille Halflants (1954–1966)
- Pie Bukasa (1966–1967)
- Albert Derzelle (1967–1981, war Oberer in der Trappistenabtei Caldey)
- François de Sales Berthet[1] (1982–1994)
- Dhelo Jimani (1994–1998)
- Victor Bourdeau[2] (1998–2002, Abt der Trappistenabtei Tamié, 2004–2011)
- Védaste Vitchomo (2002–)